# Mantfombi Dlamini
Mantfombi Shiyiwe Dlamini Zulu (15 de fevereiro de 1953 - 29 de abril de 2021) foi a grande rainha da Nação Zulu de 1977 a 2021 como uma das esposas do rei Goodwill Zwelithini. Ela serviu como rainha regente de março de 2021 a abril de 2021.

## Juventude e família
Mantfombi Dlamini nasceu em 15 de fevereiro de 1953 no Palácio de Dlamini. Seu pai, Sobhuza II, tornou-se rei da Suazilândia (país atualmente chamado Essuatíni) em 1968 e seu irmão Mswati III é o atual rei do país.
Sua família estabeleceu laços com outras dinastias africanas: seu irmão Thumbumuzi Dlamini casou-se com uma filha de Nelson Mandela e por meio dessa união ela ganhou Zenani Mandela-Dlamini (leia o artigo em inglês aqui) como cunhada.

## Grande rainha
Após uma educação tradicional na família real suazi, a princesa foi prometida ao rei Goodwill  em 1973. Na época do noivado, ela era membro da família real de um estado soberano. Seu futuro marido era um chefe reconhecido pelo governo sul-africano como uma autoridade tradicional da Suazilândia. Considerando sua antiguidade dinástica relativa, o palácio suazi impôs uma condição para o casamento: a princesa se tornaria a Grande Esposa do Rei, uma posição que daria a seus filhos do sexo masculino o primeiro lugar na linha de sucessão. O rei zulu concordou e o casal se casou em 1977.

### Descendência
A rainha e o rei Goodwill tiveram oito filhos:
- Rei Misuzulu Zulu, nascido em 23 de setembro de 1974 em Kwahlabisa, KwaZulu-Natal. Ele estudou Relações Internacionais em Jacksonville, Flórida.
- Princesa Ntandoyesizwe Zulu, nascida em 28 de junho de 1976. Ela se casou em 13 de abril de 2002 no Palácio Real de Enyokeni, Nongoma, com o falecido Kgosi Oupa Moilwa, chefe do Bahurutse Bagamoilwa. A cerimónia civil teve lugar a 11 de julho de 2004, em Pongola.
- Princesa Nomkhosi Zulu
- Princesa Bukhosibemvelo Zulu. Casou-se com Sipho Nyawo, que pagou 120 vacas como parte do ilobolo para ela.
- Príncipe Bambindlovu Makhosezwe Zulu
- Príncipe Lungelo Zulu
- Príncipe Mandlesizwe Zulu
- Príncipe Simangaye Zulu

## Rainha regente
Ela foi nomeada líder interina da Nação Zulu sob o título de rainha regente em 24 de março de 2021, após a morte de Goodwill em 12 de março de 2021. Esta vontade foi expressa num testamento por Goodwill e ela foi designada para servir temporariamente nesta posição até que o próximo rei zulu fosse nomeado.

## Morte
Em 27 de abril de 2021, a família real confirmou que a rainha Mantfombi Dlamini havia sido hospitalizada. Ela morreu dois dias depois, em 29 de abril de 2021. A família não divulgou imediatamente os detalhes da causa da morte.
O príncipe Mangosuthu Buthelezi descreveu sua morte como "inesperada".  O premiê de KwaZulu-Natal, Sihle Zikalala, classificou a notícia como "de partir o coração" e disse que a rainha era uma ponte entre as nações Zulu e Essuatíni. Ele chamou seu papel de liderança de uma inspiração para as mulheres, que ajudaram a "administrar os ritos fúnebres finais para as tendências retrógradas, patriarcais e chauvinistas que consideravam as mulheres como seres inferiores".
No dia seguinte, o príncipe Buthelezi confirmou que a rainha morreu por volta das 20:15 no Hospital Netcare Milpark em Joanesburgo. Ele anunciou ainda que a rainha vinha sofrendo de uma doença de longa duração; isso era conhecido pelo palácio, mas não havia sido revelado publicamente. Depois de se recuperar de covid-19, ela foi internada em um hospital em Durban para uma cirurgia previamente agendada para remover cálculos biliares. Como ela estava muito fraca para se submeter a uma cirurgia, ela consultou outro médico, em Joanesburgo, e mais tarde foi hospitalizada.
Ela faleceu apenas um mês e meio depois do marido e sua morte inesperada levou a disputas pela sucessão ao trono, que acabou passando para seu filho mais velho. À época, o repórter da BBC em Johanesburgo (África do Sul), Pumza Fihlani, disse que "o que estamos assistindo é, mais uma vez, uma feroz disputa por poder e influência. E também por quem pertence ou não à família real".

## Sumário
- Este artigo foi inicialmente traduzido, total ou parcialmente, do artigo da Wikipédia em inglês cujo título é «Mantfombi Dlamini».